# Institute of Mathematics and its Applications
Das Institute of Mathematics and its Applications (IMA) ist eine Gesellschaft zur Förderung der Mathematik in Großbritannien, die sich auch als Interessenvertretung von Mathematikern (insbesondere angewandten Mathematikern) in Großbritannien sieht. Die andere große mathematische Gesellschaft im Vereinigten Königreich mit ähnlichen Zielsetzungen ist die London Mathematical Society. Sie ist eine Gesellschaft unter Royal Charter.
Sie geht auf eine Initiative von Michael James Lighthill Anfang der 1960er Jahre zurück, ein Zentrum für Angewandte Mathematik in Großbritannien zu schaffen. Die Gründung erfolgte 1964 nach längeren Abstimmungen mit bereits bestehenden mathematischen Gesellschaften in Großbritannien (London Mathematical Society und der in Mathematikpädagogik aktiven Mathematical Association) und der Royal Society und mit finanzieller Unterstützung der Leverhulme Foundation. Es gibt verschiedene Grade der Mitgliedschaft, darunter den Fellow-Status und den des Honorary Fellow. Sie hat rund 5000  Mitglieder (2015), darunter auch Organisationen. Es gibt lokale Unterorganisationen in Großbritannien und Irland.
Sie gibt zweimal im Monat die populärwissenschaftliche Zeitschrift Mathematics Today heraus, außerdem mehrere Fachzeitschriften wie das IMA Journal of Applied Mathematics und das IMA Journal of Numerical Analysis.
Die IMA vergibt verschiedene Preise, unter anderem die IMA Gold Medal, die David Crighton Medal (mit der London Mathematical Society), den Catherine Richards Preis für einen herausragenden Artikel in Mathematics Today und die Christopher Zeeman Medal für Beiträge zur Popularisierung und Öffentlichkeitswirksamkeit der Mathematik.
Der Sitz ist in Southend-on-Sea.
Sie ist nicht mit dem 1982 gegründeten Institute for Mathematics and its Applications der National Science Foundation auf dem Campus der University of Minnesota zu verwechseln, die ebenfalls die Abkürzung IMA hat.